# 乗車整理券
乗車整理券（じょうしゃせいりけん､ticket arrangement ticket）とは、
- 特定の列車等に乗車し、着席するために車内ないしは車外で発行される切符の一つ。
- ワンマン運転の車両や無人駅等で、かつ乗車後に支払う方式の交通機関において、乗車地を証明するために発行される切符。整理券・乗車票（じょうしゃひょう､Passenger vote）・乗車駅証明書（じょうしゃえきしょうめいしょ､train station certificate）とも言う。

## 日本の乗車整理券

### 着席整理用

#### 創始
1949年（昭和24年）5月1日に旧国鉄の急行列車・準急行列車や長距離を走る普通列車において、年末・年始やいわゆる月遅れのお盆などの混雑時期に、その列車の始発駅において乗客の着席確保の便を図り、結果的に乗客整理の一環ともなるこの形態の券が発行され始めた。
このときは発駅着席券（はつえきちゃくせきけん）と呼ばれ、1965年（昭和40年）10月1日に正式な「旅客営業規則」（以下「旅規」、旅客輸送に関する国・会社などが定めた公式な規則・約款）に組み込まれた後、1972年（昭和47年）7月15日に乗車整理券と名前が改称された。券面に「発車5分前までに乗車されなければ無効」などと記載されていたことが示すように、始発駅における「着席整理」のための券であり、混雑時の改札整理も兼ねていた。
しかし、この券を発行する時季については中間駅での乗車確保が難しくなることや、東海道新幹線開業前後より全席座席指定の特別急行列車の本数がふえてきたこと、さらに国鉄が全ての列車の座席指定席券を発券するシステムであるマルスシステムを拡充したことにより、指定席の確保がしやすくなったことから発行枚数・回数が徐々に減って行き、1976年（昭和51年）11月6日に旅客営業規則から当券は削除され、その後もしばらくは発行を続けていたが、次第に消えていった。
なお、発券については、一般的な切符の体裁を採っていたが、東北本線・奥羽本線・上越線・信越本線など多くの方向に運行している上野駅や品川駅で運行された際には色で縁取りをしたワッペンなどを配布する形もとっていた。

#### 現行

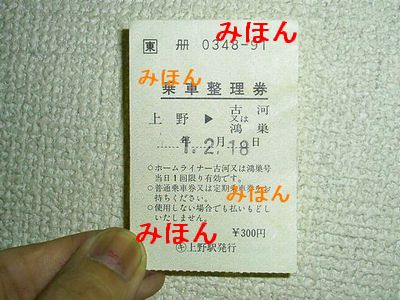
乗車整理券の例

1984年（昭和59年）6月1日、上野駅 - 大宮駅間でホームライナーの運転が開始され、その際に「乗車整理券」が復活し、徐々に日本全国へ拡大していった。
ホームライナーの場合、定員分の着席を保証するために発行しているが、乗車整理券の金額は会社・列車毎に任意に決めている。いわゆるホームライナー以外で初めて定員制をうたって、東海旅客鉄道（JR東海）の中央本線で1999年（平成11年）12月4日から、2013年（平成25年）まで運行されていた「セントラルライナー」でも、この名称で発行していた。
しかし、「湘南ライナー」など東日本旅客鉄道（JR東日本）の東京近郊区間を走っていたホームライナーは、この券の発行が全車指定席列車並みとなり、自由席特急券と同額となったことから「ライナー券」と名称を変更したが、これらの列車が2021年春をもって全廃されたため、現在ライナー券は発売されていない。

#### 会員制販売
1985年8月に北海道でホームライナーを運行を開始した当初、函館本線手稲駅 - 札幌駅間は10.6kmと、最初に運行を開始した上野駅 - 大宮駅間の26.9kmに比べ短く、また首都圏と違い利用規模が小さい札幌都市圏での運用開始であったことから、料金設定を当時の旅客運輸規則による300円とせず、貸し切り団体扱いとして、100円に設定した。このため、会員制販売と称された。
しかし、当時の運輸省から「不特定多数の個人利用に際して団体扱いで発行はおかしい」旨の注意を日本国有鉄道が受け、以降形式上貸し切り団体扱いとせず、「割引」として販売されている。
このため、のちに運行区間を小樽駅 - 札幌駅間とした際に、33.8kmを乗車する小樽駅発では300円の正規料金を徴し、従来の手稲駅発では割り引いた100円の料金を徴している。

#### 発券方式
上に掲げたとおり、当初の目的は始発駅での整理であり、中間停車駅での乗車を前提とはしていなかった。
そのため、JR東海で発行した乗車整理券では号車と列が指定されており、1列4席（A - D席）のうちのどこに座ってもよい方式を採用していた。なお、西日本旅客鉄道（JR西日本）が運行するホームライナーである「はんわライナー」や「やまとじライナー」では、2011年の廃止まで、この発券方式を採用していた。
乗車整理券の券面には「X月Y日列車名　n号車o番」という形式で表示されている。つまりA駅ではn号車のo番からp番までが割り振られ、以下B駅ではn号車のq番からr番という形で座席が各駅に割り振られていることになる。発行枚数を限定するだけではなく号車・列を指定する意図は、前列から順番に乗客を詰めて座らせることにより、車掌が検札業務を行い易くする意図や、着席に関する乗客間の無用のトラブルを防ぐ意図、そして乗車整理券を持った客を優先的に着席させるためという意図があった。
従来、乗車整理券は基本的にプラットホーム上に設置された専用の券売機でしか購入できなかった。あらかじめ列車毎に各駅での発行枚数が割り当てられており、券売機上部に直近の列車の残り枚数が表示されていた。券売機が設置されていない釜戸駅、武並駅、美乃坂本駅の各駅では、駅窓口で販売を行っていた。
各駅での割当座席数が完全に固定されているため、A駅の割当分が完売してしまうと、A駅ではもう乗車整理券の購入はできない。A駅で割当枚数を超える乗車希望客がいたとしても、A駅割当分が完売してしまえば、次のB駅分に空席があったとしても、A駅の乗客にはそれが把握できない。その結果、A駅で積み残し客がいたにも関わらず、B駅では空席を残して列車が発車するという不合理な事態が発生した。これは当初の設定時の「発駅着席券」が想定していなかった、「途中駅での発券」を「号車指定」という形で運用していたことから起こった事態である。そのため、座席指定システムに対する改善が望まれていた。
JR東海では、これらの欠点を改善するため、2006年（平成18年）3月18日のダイヤ改正を機に、乗車整理券の発券システムを変更した。座席情報は、マルスとは別に収容され「みどりの窓口」では購入は出来ないJR東海独自のシステムとなっており、券売機のみの発売となっている。従来、号車と列のみの指定であったものが、席番まで指定されるようになった。さらに、リアルタイムで座席の管理ができるようになったことにより、4人までは整理券を同時購入すれば隣接する席が割り振られるようになり、前述の不合理な空席の問題も解決した。また、発券システム変更後は原則としてコンコースに設置された乗車券と共用の自動券売機で購入するようになり、当日の分であれば直近列車以外の乗車整理券も購入可能となった。名古屋駅・千種駅では、例外的にプラットホームにも専用券売機を設置していた。

#### ライナー券
JR東日本管内のうち、東京近郊区間内では乗車整理券の名称をライナー券としていた。
もともとは、ホームライナーに乗るために必要な切符としては乗車整理券が用いられていたが、ホームライナーが単なる特急形車両の回送列車の間合い運用から、ごく短距離を走行する「通勤特急」としての色合いを強めてきたことから、東京近郊区間内を走る特急料金で最低区間となる50 kmまでのものと同額である500円に設定し、同時に名称を変更した。その後消費税率引き上げに伴い、2014年（平成26年）4月からは510円、2019年（令和元年）10月からは520円に改定された。
発行手続きも乗車日前日の午前10時または列車の発車約1時間前から乗車駅で発売する当日券を購入するのが通例だったが、下り列車については1ヶ月前より首都圏のみどりの窓口で発売された。しかし、変更・払い戻しが出来ない形をとっていた。

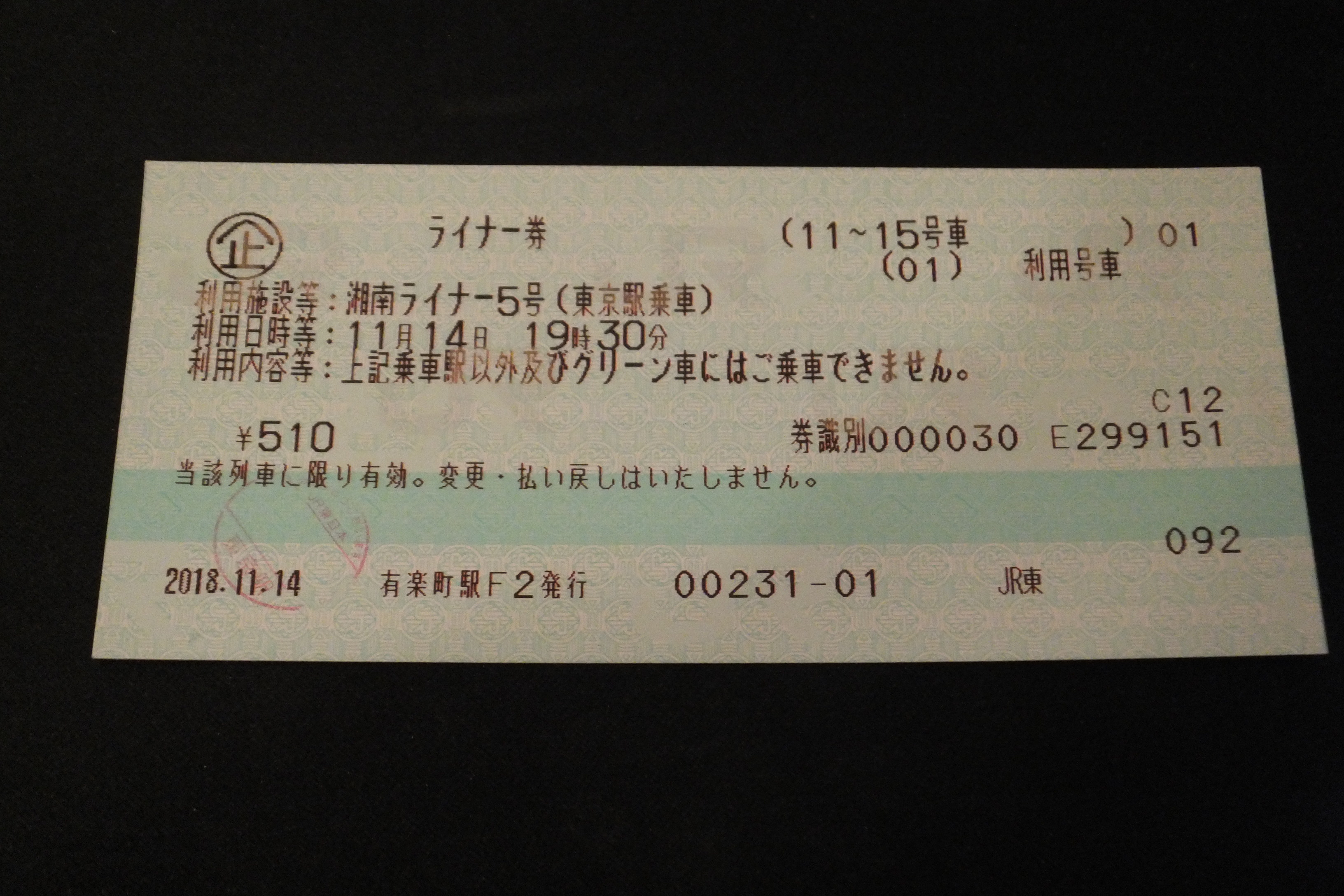
首都圏で発売されたライナー券の例（有楽町駅: 湘南ライナー)

なお、この扱いを行っていたのは、東京近郊区間内を走るホームライナーと「湘南ライナー」のみであった。
かつて運行されていた「中央ライナー」・「青梅ライナー」の東京駅発列車については、東京駅中央本線ホームがいわゆる島式ホーム1面2線のみであり、2線とも短時間で交互に折り返し運転を行っており、その特殊性から従来の号車定員制では乗車の際に乗車位置を指定できないことから、座席の指定を行っていた。

#### ライナーセット券

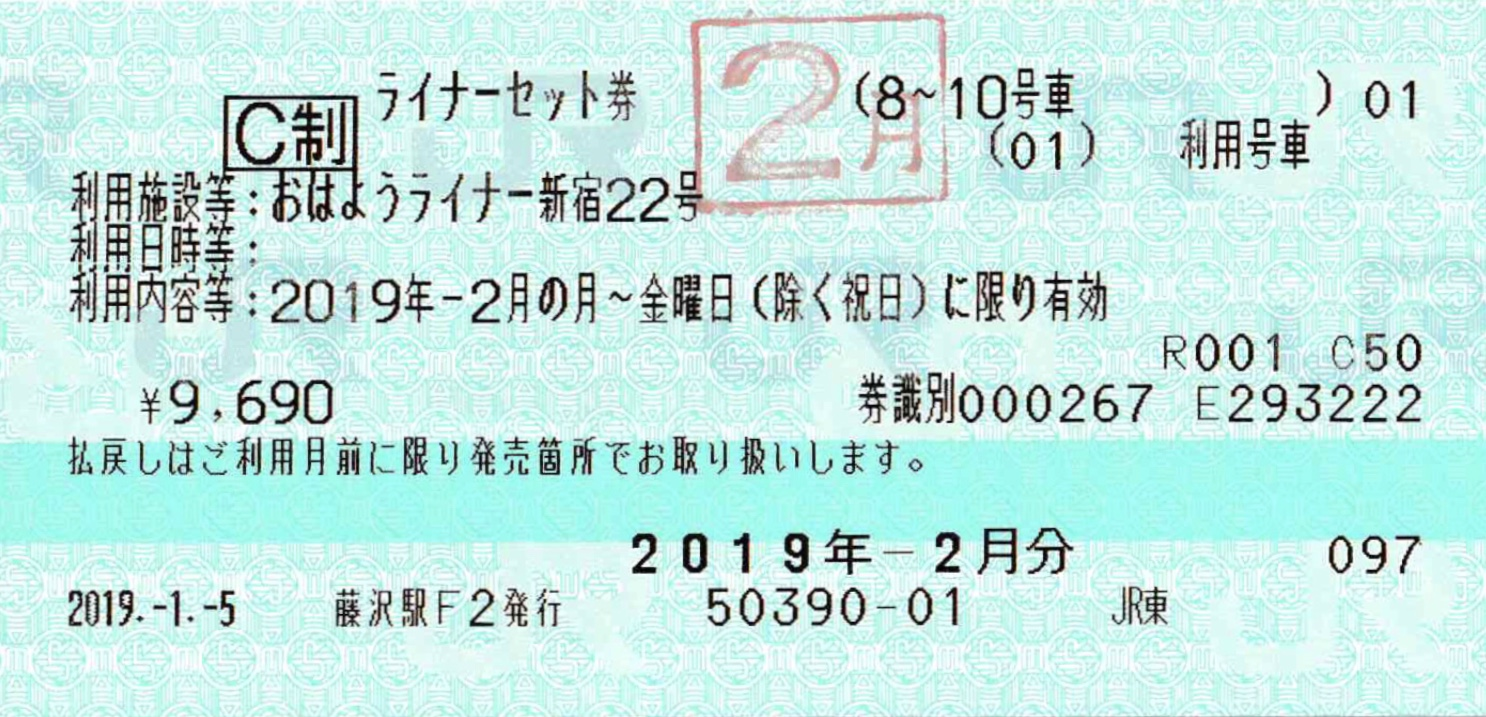
おはようライナー新宿22号ライナーセット券 (2019年2月分)

上りの「湘南ライナー」・「おはようライナー新宿」については、1ヶ月単位で定期券と組み合わせるライナーセット券を発行していた。1993年（平成5年）11月1日から発売されていた。
乗車月の前月1日の14時から乗車月の前月2日前の21時までが発売期間となっていた。例えば、6月分のセット券は5月1日の14時から5月30日の21時までが発売期間だった。発売額は同期間の月 - 金までの祝日を除く日数×520円。月にもよるがおよそ1万円程度だった。
当初は1週間単位で乗車駅での発売に限られていたが、1993年から1か月単位での発売となり、発売駅も大船駅 - 伊東駅間と相模線の各駅に拡大された。毎日券売機で購入する手間が省けるため、当日で売り切れることが多々あった。それゆえ、ライナーセット券は「プラチナチケット」と称されることもあった。そのためセット券購入のために徹夜組が並んだことがあった。その名残として、以降もセット券発売日の8時から整理券を配布していた。

### 乗車票・乗車駅証明書・整理券
ワンマン運転を行う路線バスや路面電車や列車内、または無人駅で、運転士が運賃授受を行う際に乗車する区間によって異なる運賃を徴する場合、乗車した地点を確認する為に乗車時に車内ないしは車外で発行する、乗車確認をするための証明書の一種。一般的には「整理券」と呼ばれる。その性格から、乗車後運賃授受を行う際に紛失した場合には、その運行区間の最高額を請求される場合がある。また事業者によっては、始発地の整理券番号が「0」であったり、「1」であったり、また発行しない場合もある。なお、始発地で発行しない場合、運賃表示機には「無券」・「券なし」・「なし」が表示されている。南海バス堺営業所管内で均一運賃でも「０」番の整理券を発行する。
なお路線の途中の駅やバス停から始発となる列車やバスの場合、運賃表示機が路線自体の起終点から該当するバス停や該当駅までの運賃を列記した状態となる場合が多く、始発駅や始発バス停が「無券」になる路線といえども整理券が発券されることになる。なお、整理券発行機に「始発（駅）では整理券を発券しません」と明記されている場合もある（例：JR東海キハ11形気動車など）。
過去に存在していた京阪宇治交通では整理券の呼称を「発駅券」としていた。その子会社であった京阪宇治バス（現・京都京阪バス）も2003年の運営開始当初は「発駅券」と呼んでいたが後に「整理券」へと変更した。なお、現在でも江若交通が「発駅券」と称している。
乗車票は、定期券やバス共通カードなどのプリペイドカードやPASMOやnimocaなどのIC乗車券では不要になる場合がある。しかし、事業者によっては乗車時にカードリーダーを通す代わりに、バーコード付の乗車票を受取り、降車時にそれを運賃箱に投入して読み込ませて運賃を表示させて、プリペイドカードを通して精算する方式をとっていることがあり、その場合は乗車票を取る必要がある。また定期券利用でも乗車票を必要とする場合については、降車時に乗車票を運賃箱に投入して降車する。
なお、無人駅または早朝・深夜で駅員が不在の場合に発行されるもので、降車駅でこれを提示し運賃の精算を行うために発行するものは「乗車票」・「整理券」とは呼ばず、乗車駅証明書（じょうしゃえきしょうめいしょ）と呼んでいる。ただし一般向けの案内では、車内の発行機で乗車駅証明書を発行する形態のものについてはより一般的な言葉である「整理券」という呼称を用いることが多い。一方、駅に発行機を設置している場合（備え付けてある場合も含む）は、「乗車駅証明書」という呼称が用いられるのが普通である（南海電鉄では駅員不在の駅では「乗車駅証明書」（寸法は普通の券売機で売られている乗車券と同じで下車する駅で精算機で現金決済する）が設置されている駅があり、令和時代でも駅スペースの関係で、乗車券を手売りする高野線帝塚山駅下りホームにはそれが設置され、駅員が不在の時はそれを用いて自動改札機を通る形になる）。なお、近畿日本鉄道の無人駅に設置された発行機では「乗車票」の呼称が用いられている。
その他「乗車証明書」というものもあるが、これはある特定の列車または特定の路線を利用した場合に鉄道事業者側が記念品として利用者に配布するもので、乗車駅証明書とは直接関係がない。言葉としては乗車駅証明書と乗車証明書が混同されることもある。
JRでは人件費の削減を目的に自動改札を導入しているが、整理券や乗車駅証明書は自動改札に対応していないため、駅員のいる改札を経由する必要がある。
JR東日本の地方線区では、2019年以降自動券売機を磁気エンコード対応の乗車駅証明書発行機（大人・子供の区別あり）に置き換え、着駅での自動精算機の利用に対応させている例がある。

#### プラスチック式バス整理券
鉄道マニア関連のテーマが多い事で知られるテレビ番組『タモリ倶楽部』では、2011年3月4日（全国でもっともオンエアの早い首都圏放映基準）に「解剖!バス運賃箱」という特集を放映し、小田原機器の社屋において、さまざまな運賃箱が紹介された。
この中で同社が製作・発売した、日本初のバス用整理券発行機が紹介されている。この機械は樽のような形をしており、中には円周状に12本の筒を装備、それぞれの筒の中に、色と刻印番号の異なる真円のプラスチック板が入っており（前払い式食堂では現在も似たような板が使われている）、刻印した紙でなくこのプラスチック板を整理券として使うもの。番組中では群馬中央バスの社名が入った板が、この発行機の中に入れられていた。なお後述のバーコード式も紹介されている。

#### 整理券の高度化
前述のようにバーコードを記した整理券や、IC整理券を発行する路線バスがある。整理券読み取り機能つき運賃箱と連動し、整理券を読み取って運賃箱に運賃を表示し、運賃収受の正確性を期している。
さらに整理券のバーコードは整理券番号だけでなく、停留所コードをバーコード印字しているものもある（IC整理券は前述のデータを内部に記録する）。
遠州鉄道では整理券から得た情報に加え、同社発行のICカード乗車券ナイスパス発行時に登録された住所データも併用し「いつ、どこにすんでいる、どのような年齢層の利用者が、どこから、どこまで利用した」というデータを蓄積・分析し、ダイヤ編成や経由地変更などに活用している事例もある。
IC整理券を発行する路線バスで、整理券番号が印字されない会社もある。乗車時に発券機に表示されている番号を覚えておかなくてはならない。（日立電鉄交通サービス、現・茨城交通日立オフィス管内）

## ヨーロッパの乗車整理券

### 鉄道
ヨーロッパで整理券が採用されている例としてはスペインのアバントがあるが、この整理券は窓口でのチケット購入時にあらかじめ発券機で発行するもので、発券後、整理券番号に従って窓口でのチケットの購入手続が行われるよう導入されているものである。

### バス
ヨーロッパのナンシー（フランス）、ストラスブール（フランス）、バーゼル（スイス）、チューリッヒ（スイス）、エジンバラ（イギリス）などの都市では、トラム・バスは乗車前にチケットを購入する方式がとられている。そのため、停留所に自動券売機が設置されており、そもそも車内で支払うシステムにはなっていない。